# جيف باركر
جيف باركر (بالإنجليزية: Jeff Barker)‏ (16 أكتوبر 1915 في المملكة المتحدة - 1985 في المملكة المتحدة) هو لاعب كرة قدم بريطاني (وحمل سابقاً جنسية المملكة المتحدة لبريطانيا العظمى وأيرلندا) في مركزي الدفاع والظهير. لعب مع أستون فيلا وسكونثورب يونايتد وهدرسفيلد تاون.